# Droga z cyprysem i gwiazdą
Droga z cyprysem i gwiazdą (niderl. Cypres bij sterrennacht, ang. Road with Cypress and Star lub Road with Cypresses and Star) – obraz Vincenta van Gogha namalowany w dniach 12–15 maja 1890 podczas pobytu artysty w miejscowości Saint-Rémy.
Nr kat.: F 683, JH 1982.

## Historia
Podczas pobytu w Saint-Rémy van Gogh namalował szereg obrazów z cyprysami w roli głównej.

## Opis
Nocne niebo z ledwo świecącym księżycem; jego wąski sierp jest niemal niewidoczny w cieniu ziemi. Nadnaturalnie świecąca gwiazda, róż i zieleń na tle ciemnoniebieskiego nieba, na którym ściga się kilka obłoków. Poniżej droga, obramowana wysokimi, żółtymi zaroślami, za nimi niskie, błękitne Alpy, stary dom gospodarski z pomarańczowo oświetlonymi oknami i bardzo wysoki cyprys. Całkiem prosty i ciemny. Na drodze żółty pojazd zaprzężony w białe konie i dwóch spóźnionych wędrowców. Bardzo romantyczne..., ale myślę też, że bardzo charakterystyczne dla Prowansji. (Vincent van Gogh).

## Analiza
Nerwowe pociągnięcia pędzla artysty powodują, że wypełniające obraz obiekty tracą swe rzeczywiste kształty, ich kontury wydłużają się i wykręcają we wszystkich kierunkach. Strumień cienkich linii, towarzyszący konturom obiektów, sprawia, iż splatają się one ze sobą. Użyte kolory są posępne i złamane – ich energia zmienia się w energię linii, która zdaje się kształtować różne ośrodki sił, przecinających się i zwalczających nawzajem, jakby stanowiły pole magnetyczne, które jednocześnie przyciąga i odpycha.
Dzięki takiemu zabiegowi realistyczny pejzaż nabiera zgoła nieziemskiego charakteru, wzmocnionego ciemnymi, umieszczonymi centralnie cyprysami. Cyprys, tradycyjnie uważany za symbol śmierci, potraktowany został jako punkt ogniskowy, wokół którego linie kręcą się i wirują w potężnej ekspresji sił natury.
Ziemia jest namalowana przy pomocy burzliwych linii, podobnie jak niebo, żółte pole, prowadząca w dół droga, zarysowujące się na horyzoncie niskie, błękitne pasmo gór i zielone pasmo trawy oddzielające drogę od pola.
Silny kontrast w stosunku do dynamicznie przedstawionej natury stanowią sylwetki dwóch mężczyzn idących drogą, jadący w pewnej odległości za nimi żółty zaprzęg, ciągnięty przez białe konie i w oddali, jako element tła, oświetlony dom. Ludzie wydają się być zagubieni w bezmiarze kosmicznych sił, które ich otaczają.
Każdy fragment obrazu oddany jest innymi pociągnięciami pędzla: pogrążone w zapadającym zmierzchu niebo, przedstawione przy pomocy koncentrycznych kręgów, zdaje się wirować pod wpływem napięcia, gwiazdę otacza halo oddane pociągnięciami pędzla w kolorze żółtym, zielonym i białym (księżyc i gwiazdy stanowią nawiązanie do podobnych motywów z wcześniejszych prac artysty), ziemia składa się z linii zbiegających się i przeplatających się wzajemnie, a drzewa wyciągają się w górę niczym rozbłyskujące płomienie.
Wszystko na obrazie znajduje się w stanie rozedrganego paraliżu.